# Loi de King
Pour les articles homonymes, voir King.

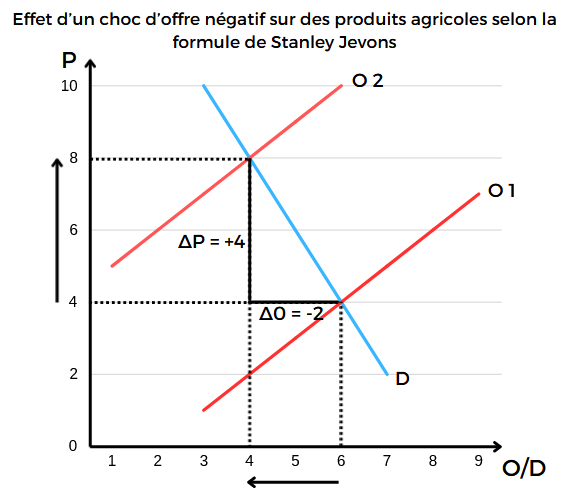
Effet d'un choc d'offre négatif sur des produits agricoles selon la formule de Stanley Jevons : une baisse de l'offre de deux unités fait augmenter le prix de quatre unités.

La loi de King, ou loi King-Davenant, est une loi économique formalisée par Charles Davenant qui analyse sur le marché agricole des phénomènes de surréaction des variations des prix face aux variations des quantités : une légère pénurie fait fortement monter les prix, et inversement lorsqu'il y a abondance.
Gregory King constate empiriquement dans ses Observations et conclusions naturelles et politiques sur l'état et la condition de l'Angleterre (1696) que les effets sur les prix d'un défaut ou d'un excédent d'approvisionnement des produits agricoles de base. Mais loin de n'être qu'un simple phénomène son ami Charles Davenant formalisera arithmétiquement le phénomène pour en faire une loi dans Essay upon the Probable Methods of making a People Gainers in the Balance of Trade (1699).
Les travaux de King font de lui l'un des précurseurs de l'économétrie.

## Origine
Se basant sur ses observations démographiques et agricoles de l'Angleterre à la fin du XVIIe siècle, King remarque que les cultivateurs réalisent un chiffre d'affaires plus élevé en cas de mauvaises récoltes qu'en cas de bonnes, ce qu'il rédige dans son rapport de 1696 Observations et conclusions naturelles et politiques sur l'état et la condition de l'Angleterre qui est intégralement publié post mortem par George Chalmers en 1804. Gregory King affirme ainsi qu'en 1608 le prix du blé a été multiplié par 4, alors que la quantité demandée n'a diminué que de 32,5 à 50 % ; de même qu'en 1694, où le prix du blé a augmenté de près de 200 %, alors que la quantité demandé n'a diminué que de 25 %.
Cet effet est formalisé pour la première fois dans le livre de Charles Davenant dans son livre Essay upon the Probable Methods of making a People Gainers in the Balance of Trade (1699) qui en fait ainsi une loi. Cependant depuis le début du XIXe siècle, on attribue cette loi partiellement à tort à King.
L'exemple cité par Davenant est celui des variations à la hausse du prix du blé :

« On observe que suite à une récolte dont le volume est d'un dixième inférieur à sa valeur habituelle, les prix augmentent de trois dixièmes, et lorsqu'on ne récolte que la moitié du blé semé, ce qui de temps à autre arrive, l'usage de cette moitié récoltée est prolongé par une gestion plus économe, et suppléé par l'usage d'un autre grain ; mais cela ne fonctionnera guère plus d'une année, et aura un impact très limité si plusieurs mauvaises saisons se succèdent, auquel cas beaucoup des plus pauvres périront, par manque de nourriture ou par malnutrition.
Nous considérons qu'un défaut dans la récolte impliquera une augmentation du prix du blé dans les proportions suivantes :
Une récolte amoindrie de  1 dixième engendre une multiplication des prix par 1,3
                          2 dixièmes                                         1,8
                          3 dixièmes                                         2,6
                          4 dixièmes                                         3,8
                          5 dixièmes                                         5,5
De telle sorte que lorsque le prix du blé triple par rapport à la normale, on peut présumer d'une pénurie relative d'un tiers par rapport à la production habituelle ; et si la production était inférieure de moitié par rapport à la production habituelle, le prix serait alors presque quintuplé. (The Works of Sr William D'Avenant Kt, vol. ii, pp. 224, 225, édité par Sir C. Whitworth, Londres, 1771) »

## Formalisation
Au XIXe siècle, Whewell et Jevons transforment l'estimation empirique en une équation formalisée.
William Stanley Jevons reprend notamment la loi de King pour formaliser mathématiquement cette loi (où {\displaystyle P} est égal au prix du blé, {\displaystyle O} à l'offre de blé, et {\displaystyle \Delta } la variation d'une quantité) : {\displaystyle {\Delta P\approx -{\Delta O \over \left\vert \Delta O\right\vert }\cdot {{\Bigl (}{1 \over \Delta O}{\Bigr )}^{2}}}}
De manière moderne, on dit que la courbe de demande de biens agricoles est très inélastique.

## Limites

### Fragilité des bases scientifiques de référence
L'énoncé est dès le départ scientifiquement fragile pour en faire une véritable loi : en effet, Gregory King ne s'est contenté que d'analyser le marché agricole sur une période spécifique en Angleterre tout en trébuchant sur de nombreuses imprécisions et mésinterprétations, tandis que Charles Davenant n'a posé qu'un énoncé arithmétique hasardeux sans chercher à véritablement s'appuyer sur d'autres données empiriques que celles de King. Par ailleurs Davenant résume les mécanismes des prix agricoles à des données variables avec l'offre, sans prendre en compte les progrès techniques, l’accroissement de la taille du marché, et les tendances variables de la demande au fil du temps.

### Critique de Boisguilbert
L'économiste Pierre Le Pesant de Boisguilbert reproche aux deux théoriciens d'avoir donné trop d'importance à la production intranationale dans les mécanismes des prix, alors que l'internationalisation du marché agricole permet de passer outre à la loi de King malgré une mauvaise ou bonne récolte. Selon Boisguilbert, il est plus probable que ce soit la spéculation qui soit à l'origine de ces phénomènes de surréaction, et que les variations des prix sont souvent déconnectées de la réalité des quantités produites.

### Critique de Quesnay
L'économiste François Quesnay démontre grâce à son tableau économique en 1757 dans son article « Grains » que la loi n'est plus valable pour une économie exportatrice de grains :
| Années        | Setiers par arpent | Prix du setier (en livres) | Total des prix des récoltes pour un arpent (en livres) | Bénéfice net par arpent (en livres) |
| ------------- | ------------------ | -------------------------- | ------------------------------------------------------ | ----------------------------------- |
| Abondante (A) | 7                  | 10                         | 70                                                     | 10                                  |
| Bonne (B)     | 6                  | 12                         | 72                                                     | 12                                  |
| Moyenne (C)   | 5                  | 15                         | 75                                                     | 15                                  |
| Faible (F)    | 4                  | 20                         | 80                                                     | 20                                  |
| Mauvaise (M)  | 3                  | 30                         | 90                                                     | 30                                  |
| Rapport A/M   | 233 %              | 1/(300 %)                  | 77,5 %                                                 | 33 %                                |

On peut ici voir une nette augmentation plus que proportionnelle des prix du setier lors que les récoltes sont de plus en plus mauvaises.
Cependant, dans une économie ouverte où l'exportation et l'importation des grains sont permises, c'est l'inverse : c'est désormais les quantités produites de grains qui varient plus que proportionnellement relativement aux prix des produits agricoles.
| Années        | Setiers par arpent | Prix du setier (en livres) | Total des prix des récoltes pour un arpent (en livres) | Bénéfice net par arpent (en livres) |
| ------------- | ------------------ | -------------------------- | ------------------------------------------------------ | ----------------------------------- |
| Abondante (A) | 8                  | 16                         | 128                                                    | 62                                  |
| Bonne (B)     | 7                  | 17                         | 119                                                    | 53                                  |
| Moyenne (C)   | 6                  | 18                         | 108                                                    | 42                                  |
| Faible (F)    | 5                  | 19                         | 95                                                     | 29                                  |
| Mauvaise (M)  | 4                  | 20                         | 80                                                     | 14                                  |
| Rapport A/M   | 200 %              | 1/(125 %)                  | 160 %                                                  | 443 %                               |

## Actualité
De nombreux ouvrages se sont penchés sur les origines de la loi de King, sur les conditions de son élaboration, et son exactitude.
Selon l'économiste français Jean-Pierre Delas, bien que cette loi est ancienne, elle est toujours d'actualité. Outre le blé et les pommes de terre auxquels la loi de King est traditionnellement rattachée, elle permet d'expliquer les mouvements de hausse et de baisse des prix des matières premières (commodities, en anglais). La variation des prix du pétrole s'explique par cette loi et non pas par le charisme des cheikhs des pays du Golfe ou par les décisions prises par les membres de l'OPEP. Et la hausse des prix de cette matière n'est pas également fonction d'une certaine prise de conscience de la dépendance des pays du Sud à l'égard de ceux du Nord.
L'économiste considère que les deux chocs pétroliers des années 1970 marqués par des hausses de prix sans précédent de l'or noir avaient provoqué une grande hausse de la production provoquant une baisse des prix plus que proportionnelle. La conséquence de cette situation est la chute des prix de cette matière pendant les années 1980 et 1990. Cette baisse a provoqué le retrait des producteurs les moins rentables (comme ceux qui exploitaient le pétrole de la mer du nord à coût élevé) et donc une baisse de la production pétrolière. Cette pénurie a fait, de nouveau, augmenter les prix, à partir de 2004, à des niveaux frôlant parfois la barre des 118 dollars le baril. Malgré l'afflux de nouveaux producteurs attirés par la hausse des prix et l'exploitation de nouvelles sources comme le pétrole de schiste, les prix se maintiennent encore à des niveaux élevés. Cette situation peut s'expliquer par l'augmentation de la demande mondiale portant sur l'énergie fossile en provenance des pays émergents d'Asie et notamment de la Chine dont l'économie connaît une croissance anormalement élevée.
L'économiste français Bernard Ducros nuance néanmoins cette position, puisqu'elle ne se vérifierait que pour des marchés non-régulées, or la majorité des marchés agricoles sont de nos jours régulées. Cependant pour ces premières on peut effectivement continuer d'observer la loi de King en action.
On peut également identifier la mise en application de la loi de King depuis 2022 avec l'invasion de l'Ukraine par la Russie qui a impliqué une baisse des importations de produits agricoles provenant d'Ukraine, qui est la plus grande réserve de blé au monde.